# Desiderio (kardynał)
Desiderio (zm. 1138) – włoski kardynał.
Pochodził prawdopodobnie z Rzymu. W 1112 jest poświadczony jako subdiakon św. Kościoła Rzymskiego. W 1115 papież Paschalis II mianował go kardynałem prezbiterem Santa Prassede.  Uczestniczył w papieskiej elekcji 1118. W 1130 stanął po stronie antypapieża Anakleta II, ale później (1137/38, jeszcze przed końcem schizmy) przeszedł na stronę prawowitego papieża Innocentego II. Występuje jako świadek na ponad dwudziestu bullach papieskich datowanych między 24 maja 1116 a 21 czerwca 1138. W archiwach kościoła Santa Prassede zachowało się kilka wystawionych przez niego prywatnych dokumentów z lat 1116–37. Zmarł między czerwcem a grudniem 1138 roku.